# Dánae (Rembrandt)
Dánae, del pintor Rembrandt, es una pintura al óleo sobre lienzo realizada en 1636. Es una de las nueve obras del autor neerlandés que conservan en el Museo del Hermitage de San Petersburgo y está firmada y fechada así: "Remb (...) F 1 (...) 6."

## Tema
Según la mitología griega, decepcionado por carecer de herederos varones, Acrisio consultó un oráculo para saber si esto cambiaría. El oráculo le dijo que fuese al fin de la Tierra donde sería asesinado por el hijo de su hija. Para que esta no tuviese hijos, Acrisio la encerró en una torre de bronce (o en una cueva, según la versión). Pero aun así, Zeus la alcanzó transformado en ducha o lluvia de oro y la dejó embarazada. Poco después nació su hijo Perseo, quien sin saberlo terminaría matando a su abuelo en un torneo.
Rembrandt representa a la joven en su cama, iluminada por una luz dorada, lo que podría aludir a la pureza del amor divino, un concepto reforzado por la presencia de un amorcillo en la cabecera de la cama, símbolo de la castidad. La transformación de Zeus en lluvia de oro se ha interpretado como una alegoría del poder del oro, bien ante la avaricia de la mujer que vende su virtud, bien por la posibilidad de vencer cualquier inconveniente de los guardianes de la virtud.
El cuadro presenta un juego visual entre tres personajes: Dánae, la criada y un tercer individuo a quien ellas puedes ver pero el espectador no.

## Vandalismo

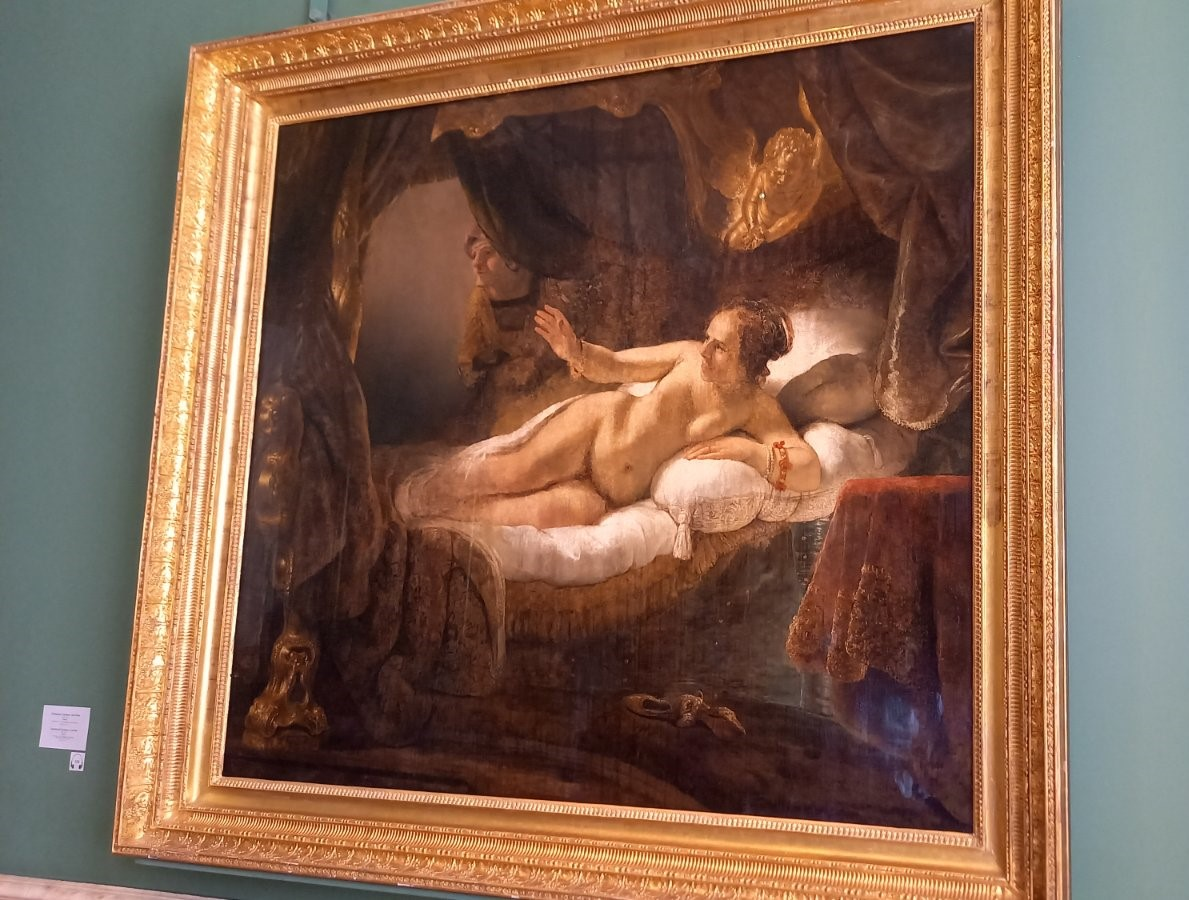
Danae. Pintura de Rembrandt. Ermita. Mayo de 2021

El 15 de junio de 1985 el cuadro fue desfigurado con ácido y rajado con un cuchillo. por Bronius Maigys, un lituano soviético juzgado como loco.
El proceso de restauración comenzó el mismo día. Los restauradores comenzaron mojando la superficie con agua. Mantuvieron el cuadro en posición vertical, y rociaron agua en el cuadro para evitar la degradación de la pintura.
La restauración fue completada entre 1985 y 1997 por el equipo de expertos del Laboratorio Estatal del Hermitage: Ye. N. Gerasimov, A. G. Rakhman, y G. A. Shirokov, con la participación de T. P. Alioshina, experta en metodolgía científica.